# اچ-ئی-بی
اچ-ای-بی (به انگلیسی: H-E-B مخفف H.E. Butt Grocery Company) یک شرکت آمریکایی پخش فراورده‌های غذایی است و در شهر سن آنتونیو در تگزاس مرکزیت دارد.
این شرکت بیش از۳۴۰ شعبه فروشگاه زنجیره‌ای در سرتاسر تگزاس و ۵ ایالت مکزیک دارد.
اچ-ای-بی در سال ۲۰۰۶ در ردهٔ یازدهم بزرگترین شرکت‌های خصوصی آمریکا بود.

## نگارخانه

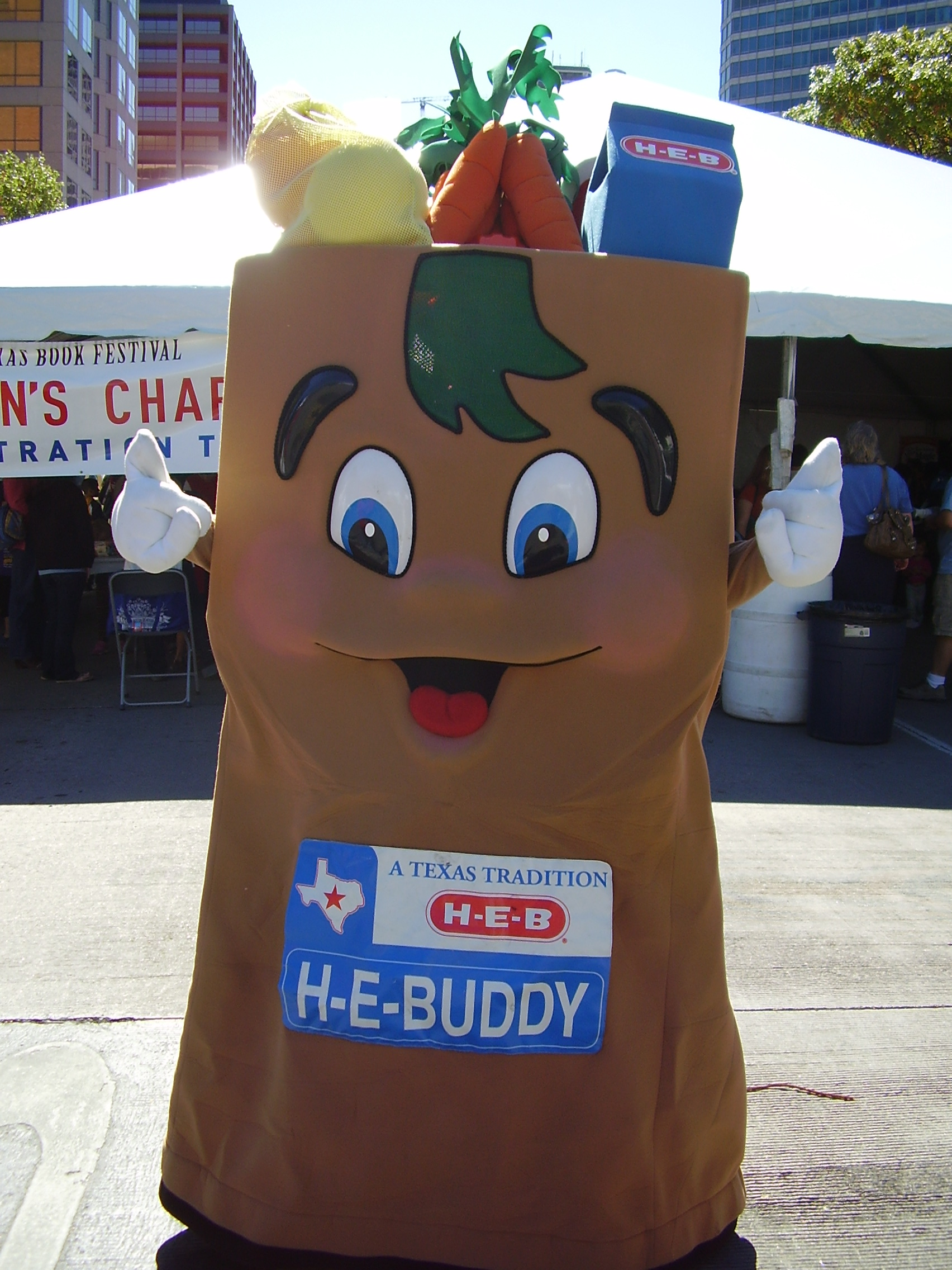